# Vânători (okręg Kluż)
Vânători – wieś w Rumunii, w okręgu Kluż, w gminie Ciucea. W 2011 roku liczyła 415 mieszkańców.